# Albertisia megacarpa
Albertisia megacarpa är en tvåhjärtbladig växtart som beskrevs av Friedrich Ludwig Diels och Lewis Leonard Forman. Albertisia megacarpa ingår i släktet Albertisia och familjen Menispermaceae. Inga underarter finns listade i Catalogue of Life.